# Centro Popular Latinoamericano de Estudos Territoriais
O Centro Popular Latinoamericano de Estudos Territoriais, ou CEPLAET, foi fundado por Maria Baptista Soares em Abril de 2008. Propõe uma abordagem da questão social e política da América Latina a partir da discussão do [território] da região, o que, tendo em vista a formação de sua fundadora, deve remeter ao trabalho do geógrafo Milton Santos e aos [estudos culturais] de Homi K. Bhabha. O enfoque do espaço parece ainda certo eco do Founding Statement do Grupo Latinoamericano de Estudos Subalternos, em sua iniciativa de contrapor à historiografia tradicional da elite um estudo da cultura latino-americana que recupere as especificidades da subalternidade e corrija as distorções estabelecidas pelas abordagens hegemônicas.

## Sede
A sede do CEPLAET fica na rua Coronel Melo de Oliveira 661, Perdizes - São Paulo, Brasil.